# Cahuita
Cahuita is een stad (ciudad) en deelgemeente (distrito) in Limón in het oosten van Costa Rica, gelegen in de gemeente Talamanca. Cahuita ligt aan de Caraïbische kust en kent een Afro-Caraïbische cultuur.
Het stadje ligt op het centrum na aan Playa Negra ("zwart strand"), een langgerekt strand met zwart zand en helder water. Er zijn verschillende surfscholen aanwezig, daar de golven hoog zijn langs de kust. Een ander goed toegankelijk strand is het 2 kilometer lange Playa Blanca ("wit strand"), gelegen in het Nationaal park Cahuita. Het ligt enkele honderden meters van het centrum af en afhankelijk van het weer zijn de golven hier lager. Tussen de twee stranden in ligt het centrum, gelegen aan de hoofdstraat en enkele zijstraten. Naast enkele woonhuizen bevinden zich hier vooral restaurants, kleine hotels en een school. Parallel aan de 36, de nationale weg die Puerto Limón met grensstad Sixaola verbindt, loopt een weg in noordelijke richting, met daaraan hotels, bungalowparken en - meer noordelijk - woonhuizen.